# Ашока
Ашока (на деванагари: अशोक; IPA: aɕoːkə(hə); на санскрит: अशोक, Aśoka IAST, „роден без болка“) е третият по ред император на империята на Маурите в Индия от 273 до 232 пр.н.е.
След поредица от войни той завладява по-голямата част от полуостров Индустан, като владенията му достигат до днешен Афганистан и части от Иран на запад, Бенгал и Асам на изток и Мисор на юг. Ашока става последовател на будизма и построява паметници на някои важни места, свързани с Буда. Според будистката традиция той допринася много за запазването и предаването на будизма.
Думата „ашока“ означава „без скръб“ на санскрит. Ашока е известен и с прозвището Велики, както и с владетелските титли Деванамприя (देवानांप्रिय, „обичан от боговете“) и Приядарши (प्रियदर्शी, „гледащ дружелюбно на всеки“). В гръцките източници често е наричан Пиодас (Πιοδάσσης).

## Исторически източници
Информацията за живота и управлението на Ашока идва от относително малък брой будистки източници, най-вече „Ашокавадана“ („Историята на Ашока“), писана на санскрит през 2 век, и „Дипавамса“ и „Махавамса“, хроники на пали, открити в Шри Ланка. Допълнителни сведения дават „Указите на Ашока“. Те са подписани с името Пиядаси и са окончателно свързани с известния от будистките легенди Ашока едва след откриването на династични списъци, които посочват Пиядаси като титла или допълнително име на Ашока Мауря.
Използването на будистки източници при реконструирането на живота на Ашока оказва силно влияние върху възгледите за него и интерпретациите на неговите укази. Изхождайки от традиционните сведения, ранните изследователи разглеждат Ашока преди всичко като будистки владетел, който възприема будизма и подкрепя активно будистките манастири.
По-късните изследователи поставят под въпрос тази оценка. Единственият източник на информация, несвързан с будистите, „Указите на Ашока“, споменава пряко будизма само няколко пъти, въпреки че често говори за идеята за дхарма. Според някои интерпретации това показва, че Ашока се е опитвал да създаде по-широка еклектична гражданска религия, основаваща се на идеята за дхарма като положителна морална сила, но без да се обвързва с някое от религиозните течения на епохата – индуизъм, джайнизъм, будизъм и адживика.
Най-вероятно многобройните религиозни общности са изисквали внимателна дипломация, за да не се предизвикат религиозни вълнения. Както съвременните учени, така и привържениците на традиционната будистка интерпретация, са съгласни, че управлението на Ашока е свързано с толерантно отношение към различните религиозни общности.

## Живот

### Произход и ранни години
Съгласно будистката традиция, описана в „Ашокавадана“ през 2 век, раждането на Ашока е предсказано от Буда. Според същата легенда той е внук на Чандрагупта и син на император Биндусара от Дхарма, сравнително ниска по ранг негова съпруга. Тя е дъщеря на беден брахман, който я изпраща в харема на императора, защото е предсказано, че синът ѝ ще бъде велик владетел.
Ашока има няколко по-големи полубратя и един по-малък брат, Витхашока, също син на Дхарма. Отношенията между принцовете са много конкурентни, но младият Ашока се проявява добре във военното и академично обучение, което те получават. Съперничеството е особено силно между Ашока и брат му Сусима.
В младежките си години Ашока е груб, недисциплиниран и страстен ловец. Според легендата, той убива лъв само с дървена тояга. Той е известен като умел боец с меч, дързък тактик и безсърдечен военачалник. По тези причини още като принц е натоварен с потушаването на бунта срещу властта на Мауря в Аванти.
Ашока не се слави с красота. Но нито един принц не го е превъзхождал по доблест, храброст, достойнство, любов към приключенията и изкуството на управлението. Затова принц Ашока е харесван и уважаван от чиновниците и простолюдието.

### Идване на власт
С времето Ашока се превръща в безупречен военачалник и хитър държавник. Той получава командването на няколко военни части, а нарастващата му популярност кара братята му да се притесняват, че Биндусара ще го посочи за свой наследник. Най-възрастният, Сусима, убеждава императора да изпрати Ашока да потуши бунтовете в град Такшашила в северозападната провинция Пенджаб, управлявана от Сусима. Градът е опасен, заради войнственото си индо-гръцко население и лошото управление на самия Сусима. Ашока се подчинява на баща си и потегля към разбунтувания град, но при наближаването на армията му бунтът е прекратен без сблъсъци.
Успехът на Ашока засилва притесненията на братята му и, подтикван от Сусима, Биндусара го изпраща в изгнание. Ашока заминава инкогнито за Калинга, където прекарва две години и се влюбва в рибарка на име Каурваки, по-късно негова втора или трета съпруга.
Междувременно в град Уджайн избухва ново голямо въстание срещу Мауря. Биндусара извиква обратно Ашока и го изпраща с войска срещу града. Въпреки че е ранен в битка, неговите подчинени успяват да потушат бунта. След раняването му, за него се грижат будистки монаси, от които за пръв път научава за учението на Буда. При тях той се запознава и с Деви, дъщеря на търговец, за която се жени след като се възстановява. Женитбата на Ашока за будистка е посрещнато с неодобрение от Биндусара и той не му разрешава да се върне в столицата Паталипутра, оставяйки го за управител на Уджайн.
Следващата година преминава мирно и Ашока очаква първото си дете. По това време император Биндусара се разболява тежко. Сусима организира заговор за убийството на съпругата и неродения наследник на Ашока, но изпратеният убиец по погрешка убива майка му. Група придворни изпращат съобщение на Ашока да се върне в столицата и да поеме властта, въпреки че императорът предпочита наследник да стане Сусима. Ашока напада Паталипутра и избива всичките си братя, след което хвърля телата им в кладенец, за което получава прозвището Чанд Ашока („безсърдечен убиец“). Не е ясно дали по това време Биндусара е вече мъртъв.

### Управление

#### Начало на управлението
В петия ден от третия месец Джустамаса през 268 г. пр.н.е. се състои коронацията на Ашока. През следващите осем години той разпростира властта си до Асам и днешен Бангладеш на изток, днешен Афганистан и части от Иран на запад, Памир на север и южните части на Индостан на юг, като получава прозвището Чакраварти („за когото се върти колелото на закона“).
Последното завоевание на император Ашока е държавата Калинга, в днешния щат Ориса на източния бряг на Индия. Поводът за войната, започнала през 265 пр.н.е. или 263 пр.н.е., е несигурен. Според някои сведения един от братята на Ашока намира убежище в Калинга и местните владетели отказват да го предадат. Изпратените от Ашока войски претърпяват поражение, след което той организира най-голямата военна кампания в дотогавашната история на Индия. В свой едикт, Ашока съобщава, че по време на войната са взети в плен 150 хиляди и убити над 100 хиляди души. Присъединяването на Калинга, важна в стратегическо и търговско отношение област, спомага за усилването на империята.
Калинга оказва на Ашока упорита съпротива. Държавата първоначално е влизала в империята Нанда, а по-късно се е сдобила с независимост. В специален едикт, посветен на завоюването на Калинга, Ашока сам признава, че суровите наказателни мерки се изпълняват и към обикновения народ, и към знатните, които също не искат да се примирят с властта на Маурите. На Ашока даже се налага да предприеме специални мерки, за да разреди напрежението в завоюваната област. На Калинга бе предоставена голяма самостоятелност, но императорът лично проверява дейността на местните чиновници, следейки, според собствените му слова, за това „да няма безпричинно хвърляне в затвора на градските жители и безпричинно причиняване на страдание.“.
Според легендата, виждайки множеството трупове, причинено страдание и разрушенията, Ашока почувствал силно разкаяние, накарало го да приеме будизма.
| “ | ... Деванамприя Приядарси, осем години след възшествието си на престола, завоюва Калинга. Сто и петдесет пиляди бяха прогонени, сто хиляди бяха убити, и още много умряха. След завоюването на Калинга, Деванамприя изпита силно влечение към дхарма, почувства благоразположение към дхарма и наставленията в нея. Сега Деванамприя дълбоко скърби за покоряването на Калинга. | ” |

Скален едикт 13, 256 г. пр.н.е.

#### Вътрешна политика
Ашока забранява жертвоприношенията. Използването на принудителен труд също е премахнато. Съставен е списък на защитени животни, забранен е ловът за удоволствие и безцелното изгаряне на горите. Създадено е производство и износ на медицински суровини с цел употреба не само за медицински нужди, но и във ветеринарната медицина, а също така е създадена мрежа от съответни медицински учреждения. Вместо развлеченията на предните владетели, Ашока предпочита поклонничество, раздаване на подаръци и срещи с простолюдието.
По цялата си империя, Ашока започва строителството на обекти със социално предназначение. Създадена е мрежа от университети, безплатни странноприемници, канали, напоителни системи и др. Обновена е и системата от пътища в цяла Индия. Но за най-голяма своя заслуга Ашока счита дейността, насочена към коригиране на морала, която той разгръща сред поданиците си.
| “ | ... По пътя аз засадих бананово дърво, за да дава сянка и сложих мангова горичка. На всеки осем кръстопътя устроих кладенци и ханове, и в различни места резервоари с вода за хора и животни. Но това е малко постижение. Подобни неща правеха и предните царе. Направих го затова, за да следват хората дхарма | ” |

| “ | ... Дхарма се увеличава по два начина: благодарение на основаните на дхарма повели, и чрез убеждаване. От двата, повелите дават малко, докато убеждаването дава много. Основавайки се на дхарма, аз заповядах да се защитават животните, и много повече. Но именно благодарение на убеждаването сред народа, се увеличи дхарма да не се убиват живи същества и да не им се вреди. | ” |

Дели-Топра, едикт 7, 242 г. пр.н.е.
Ашока дори създава нещо подобно на институция на правозащитниците. За тази цел той разширява състава на върховните държавни служители (махаматри), добавяйки към тях „махаматра дхарма“. Тяхната роля е обучение в дхарма, както и грижи за поддържането на правосъдието във всички краища на империята.

#### Разширяване на границите на империята
Империята Мауря включва огромна територия. В рамките на една държава са обединени народи и племена, различни в етническо, лингвистично и културно отношение и следващи различни религиозни вярвания, традиции и обичаи. Съдейки по надписите на Ашока, както и по „Артхашастра“, по това време вече са създава образ за една значителна по територия държава, начело с „владетеля на земята, чиято власт се разпростира върху огромни области – от южния океан до върховете на Хималаите.“.
За определянето на границите на империята Мауря при Ашока, за основни материали служат едиктите на императора. Някои сведения са съхранени и в съобщения на антични автори, писали за периода Чандрагупта. Определена ценност представляват данните на китайски пътешественици, особено ако са потвърдени от епиграфски или археологически материали.
В едиктите на Ашоки няколко пъти се споменават йони като народ, живеещ на запад от страната. Под йони се подразбират гърците, които имат поселища в Арахозия. За гръцкото население са предназначени версии на едиктите на Ашока на гръцки език. Някои изследователи предполагат, че йоните от периода на Ашока са потомци на тези преселници, които са се установили тук още при Александър Македонски.
Едикт на Ашока е открит и в Лампак (около съвременния град Джелалабад), което потвърждава факта за влизането на Паропамис в империята Мауря (по-рано това е известно само от антични източници, разказващи за резултатите от примирие между Чандрагупта и Селевк).
Според свидетелства на по-късната кашмирска хроника „Раджатарангини“ и дневниците на китайски поклонници, може да се предполага, че в империята на Ашока влиза и част от Кашмир. Съгласно традициите, при Ашока е построен главния град на Кашмир – Шринагар. В състава на неговата империя влизат и някои области на Непал. Данни от епиграфски и писмени източници позволяват да се включи в империята и територията на съвременна Бенгалия.
Находките на едикти на Ашока в Южна Индия помагат да се установи южната граница на империята. Условно тя може да бъде проведена на юг от съвременния окръг Читалдруг. На юг, империята граничи с държавите Чола, Кералапутра и Сатяпутра, които се споменават в едиктите на Ашока като невлизащи в държавата му. Все пак, Мауря поддържа с тези области тесни контакти.
Дипломатически връзки се поддържат с много страни, в това число с елинистичните държави на запад, с Цейлон, с някои области на Централна Азия и др.
В един от своите едикти Ашока, давайки наставления на чиновниците си, казва:
| “ | ... Хората от незавладените територии могат да си помислят: „Какви намерения има царят за нас“? – Моето единствено намерение е това, те да живеят без страх пред мен, да могат да ми се доверят, и да мога да им дам щастие, а не мъка. Освен това те трябва да знаят, че царят прощава на тези, на които може да бъде простено. | ” |

| “ | ... Вие сте длъжни да изпълнявате задълженията си и да ги уверите в следното: „Царят е като баща. Той изпитва към нас това, което изпитва към себе си. Ние за него сме като собствените му деца.“. | ” |

Скален едикт 2, 256 г. пр.н.е.
Ашока поддържа близки дипломатически отношения с много страни. В едиктите му се споменават селевкидския цар Антиох (Антиох II Теос – внук на Селевк), владетелят на Египет Птолемей (Птолемей II Филаделф), царят на Македония Антигон Гонат, царят на Кирена Маг и царят на Епир Александър. В различните страни са изпращани посланици (дута), чиято цел е разпространението на будизма.
| “ | ... Отсега нататък победата на Дхарма са смята от Деванампия за най-добрата победа. И тя бе постигната вътре; на границите; и дори на разстояние от шестстотин йоджана, където управлява гръцкият цар Антиох; и по-далече, където управляват четирима царе, а именно Птолемей, Антигон, Маг и Александър. | ” |

Скален едикт 13, 256 г. пр.н.е.
Доста близки са връзките с Цейлон, където Ашока изпраща специална мисия, начело със сина си Махендра за разпространяване на будизма. Царят на Цейлон, Тиса, в отговор на това, дава на Ашока титлата – „мил на боговете“ (Деванампия) и изпраща свое посланичество в Паталипутра.

#### Будизъм
С маурийския период е свързано широкото разпространение в Индия на будизма. Възникнал няколко века преди епохата на Маурите като неголяма секта от странстващи монаси, будизмът, към 3 век пр.н.е. става едно от главните течения в духовния живот на древноиндийското общество. По това време съществува организирана будистка община – сангха, оформени са основните канонически съчинения.
Изхождайки от различни източници, Ашока не приема веднага будизма. При двора на баща си той се занимава с учения на различни школи – ортодоксални и така наречените еретически направления. По-късно Ашока посещава будистката община, изяснява си основите на учението на Буда и става упасака, тоест светски последовател на будизма. В едиктите си, той сам описва еволюцията на възгледите си. На първо време, императорът не отделя специално внимание на будистката община, но по-късно, след личното си запознаване с живота на будистките монаси в столицата, започва активно да поддържа будистите и да помага на общината. Интересът му към будисткото учение, към неговите етични норми, се засилва след войната с Калинга, когато специално значение придобива политиката дхармавиджаи – разпространение на основните норми на поведение (дхарми), макар че Ашока да става последовател на будизма още преди началото на войната.
Като будист, Ашока в течение на управлението си остава мирянин и не изпуска от ръцете си управлението на държавата. Мнението на някои учени за това, че Ашока по-скоро е бил цар-монах, оттеглил се в края на царуването си в будистки манастир, противоречи на наличните източници. Също така е неправилна и гледната точка, че будизмът при Ашока става държавна религия.
Оказвайки на будистката община специално покровителство, Ашока не превръща будизма в държавна религия – основната черта на неговата религиозна политика е търпимостта, и той се придържа към нея в течение на почти цялото си управление.
| “ | ... Този, който възхвалява религията си заради прекомерна преданост, и охулва другите, като си мисли: „така ще прославя своята религия“, само и ̀вреди. Ето защо е полезно всичко да се обсъжда. Трябва да се слушат и уважават ученията, проповядвани от другите. Деванамприя Приядаси повелява, че трябва всички да са запознати с основите на другите учения. | ” |

Скален едикт 12, 265 г. пр.н.е.
В своите укази, Ашока се застъпва за обединение на всички секти, но не по пътя на насилието, а в резултат на развитието на основните принципи на техните учения. Според указите, Ашока дарява пещери на адживиките, които по това време са едни от главните съперници на будистите и се ползват със значително влияние сред народа. От тях става известно и това, че царят изпраща свои представители в общините на джайните и брахманите. Именно политиката на религиозна търпимост, при умелия контрол на държавата над живота на различните религиозни секти, позволява на Ашока да избегне конфликт със силните прослойки на брахманите, адживиките, джайните и едновременно с това да усили будизма. Когато в последните години на царуването си Ашока отстъпва от политиката си на религиозна търпимост и започва да провежда пробудистка политика, това предизвиква решително противопоставяне от страна на привържениците на други религии и довежда до тежки за царя и властта му последствия.
В края на управлението си, Ашока влиза в доста близки контакти с будистката общност и, по някои сведения, отстъпвайки от предишните си принципи, започва даже гонения против адживиките и джайните.
Взаимоотношенията на будистите с представителите на другите религии в този период рязко се усложняват. Определени трудности възникват и сред самите будисти: източници разказват за стълкновения между последователите на различните будистки школи. Във връзка с това, императорът внимателно следи за целостта на будистката общност. Той издава специален указ за борба против разколниците, които подриват единството на сангха. Според указите, те трябва да се изгонват от общините.
Съгласно будистката традиция, в периода на управление на Ашока, в Паталипутра се състои Третият буддийский собор.
Ашока е първият цар на Индия, който осъзнава важността на будизма в укрепването на империята и способства за разпространението му. Голяма част от указите му е предназначена не към монасите, а към миряните. Ето защо в надписите не се споменава за нирвана, четирите благородни истини и други будистки понятия. Основното е практическата насоченост на надписите, които самият император нарича „едикти за дхарма“.

#### Последни години
Ашока строи множество ступи и вихари в своята империя, според „Ашокавадана“ те са 84 хиляди. Управлява общо около 40 години, а династията му изчезва едва половин век след неговата смърт през 232 пр.н.е. Той е наследен от сина си Дасаратха Мауря.
Легенда разказва, че към края на управлението си цар Ашока поднася щедри дарове в полза на будистката общност за разцвет на учението на Буда и по този начин държавната хазна. В този период, внукът (или син) на Ашока – Сампади (Самирати, Сампрати) става наследник на престола. Царските сановници му съобщават за прекомерните дарове на императора и настояват да ги отмени. По заповед на Сампади, разпорежданията на Ашока за будистката общност не са изпълнени. Реалната власт се съсредоточава в ръцете на Сампади. Ашока, според източниците, с мъка трябвало да признае, че заповедите му са останали само на хартия, а той се е лишил от царството и властта, макар и формално да остава цар.
Според някои източници, Сампади е последовател на джайнизма и е поддържан от висшите сановници. Страната по това време е в трудно финансово положение, избухват въстания. Едно от най-големите е в Таксил, където начело на недоволните застава местният велможа. В заговора против царя, както описват източниците, взима участие и царица Тишяракша, също противничка на будизма. Показателно е, че в един от последните едикти, заповедите не се дават от името на Ашока, както в предните, а от името на царицата. Заповедта касае различни дарове, тоест въпроса, който, според будистките текстове, формално и довежда до конфликта на царя с обкръжението му. Може да се предполага, че съвпадението на епиграфското свидетелство и данните от будистката традиция далеч не са случайни, а отразяват реалната картина на последните години от царуването на Ашока.
На наследниците на царя не се удава да съхранят единството на империята. Въз основа на източници, може да се предполага, че империята се разпада на две части – източна с център в Паталипутра и западна с център в Таксил. Свидетелствата на източниците за преките наследници на Ашока са противоречиви, но има основания да се счита, че в Паталипутра цар става Сампади, или Дашаратха, който е считан за син и приемник на Ашока от някои пурани. Подобно на Ашока, Дашаратха носи титлата „мил на боговете“ и оказва покровителство на адживиките, за което свидетелстват негови едикти за даряването им с пещери.
В последвалото си развитие, империя Мауря постепенно изпада в упадък и се разпада през 180 пр.н.е., вследствие на заговор.

## Чакра
Чакрата на Ашока е описание на Дхармачакра (или Дхамачака на езика пали), Колелото на Дхарма. Колелото има 24 спици. Чакрата на Ашока е широко разпространена върху много реликви на Маурийските императори, сред най-известните измежду които са Лъвският капител в Сарнат и Колоната на Ашока. Най-видната употреба на чакрата днес е в центъра на националния флаг на Република Индия (приет на 22 юли 1947 г.), където е представена в тъмносин цвят на бял фон, заменяйки символа чарха (въртящо се колело) от версиите на флага отпреди независимостта. Чакрата на Ашока също може да се види в основата на Лъвския капител на Ашока, който е приет като национална емблема на Индия.
Чакрата на Ашока е измислена по време на управлението на императора. Чакра е санскритска дума, която означава също „цикъл“ или повтарящ се процес. Процесът, който обозначава, е цикълът на времето, как се променя светът във времето.
Няколко дни преди Индия да стане независима държава през август 1947 г., специално създаденото Учредително събрание решава, че знамето на Индия трябва да бъде приемливо за всички общности в страната. Избран е флаг с три цвята (шафран, бял и зелен), с чакрата на Ашока върху средния, бял цвят.